# The Last of Us
The Last of Us (öv. 'Den sista av oss') är ett survival horror-spel i tredjepersonsskjutarformat utvecklat av Naughty Dog och utgivet av Sony Computer Entertainment till Playstation 3 (PS3). Spelet lanserades internationellt den 14 juni 2013, dock gavs den japanska versionen ut först den 20 juni samma år. En remasterutgåva till Playstation 4 (PS4) lanserades under namnet The Last of Us Remastered den 29 juli 2014 i Nordamerika och den 30 juli i Australien och Europa. En nedladdningsbar episod vid namn Left Behind gavs ut den 14 februari 2014 via Playstation Network, och som ingår i remasterutgåvan. Left Behind släpptes dessutom som ett fristående expansionspaket till båda konsolerna den 12 maj 2015.
The Last of Us utspelar sig i USA i en postapokalyptisk framtid och handlar om två personer: Joel och Ellie. De samarbetar för att överleva sin resa västerut, över det som återstår av landet, för att hitta ett möjligt botemedel mot en svampsmitta som nästan förintat hela mänskligheten. Spelaren använder sig av skjutvapen, improviserade vapen och smygande för att försvara sig mot fientliga människor och zombieliknande varelser.
Mottagandet av spelet var till största delen starkt positivt och The Last of Us fick höga betyg av flera spelrecensenter som berömde spelets manus, röstskådespeleri, ljud, design, musik och grafik. Berättelsen fick också beröm för sin karaktärsteckning, undertext, utforskning av människans tillstånd och skildring av kvinnliga karaktärer och HBTQ-personer. The Last of Us hade den näst största spellanseringen för Playstation 3 under 2013 och sålde över 1,3 miljoner exemplar under sin första vecka på marknaden. Fjorton månader efter lanseringen hade över åtta miljoner exemplar sålts. Spelet anses av många spelrecensenter vara ett av de bästa datorspelen som någonsin skapats och det har vunnit flera utmärkelser, inklusive över 240 årets spel-utmärkelser. Detta gör The Last of Us till ett av de mest prisbelönta spelen i historien.
En uppföljare till spelet, vid namn The Last of Us Part II, släpptes den 19 juni 2020.

## Spelupplägg
The Last of Us spelas ur ett tredjepersonsperspektiv, vilket innebär att spelare ser sin karaktär snett bakifrån.

### Enspelarläge
Under största delen av spelet kontrollerar spelaren Joel, medan följeslagaren Ellie styrs via spelets artificiella intelligens (AI). Under vissa nyckelscener i spelet styr dock spelaren Ellie. Joel och Ellie använder sig av flera typer av avstånds- och närstridsvapen för att besegra sina fiender och fortsätta genom spelets nivåer. Spelaren måste också lösa enklare plattformsproblem som spelets karaktärer stöter på under spelets gång, såsom att hjälpa varandra uppför avsatser och att hitta stegar eller containrar för att klättra över hinder. The Last of Us innehåller även platser utan fiender, där spelaren kan utforska miljön eller interagera i fredliga situationer.
En funktion i The Last of Us heter Listen Mode, vilket gör att spelaren kan lokalisera fiender genom att öka sin hörsel och rumsuppfattning på bekostnad av sin rörelseförmåga. Det finns även ett dynamiskt betäckningssystem, där spelaren kan huka sig bakom hinder för att få en taktisk fördel under strider. Spelets AI-system, kallat "Balance of Power", gör det möjligt för fiender att reagera realistiskt på alla stridssituationer de deltar i. Om de upptäcker spelaren kan de ta betäckning. De kan även kalla på hjälp om det behövs och till och med dra nytta av spelarens svagheter och rummets utformning för att göra bakhåll. 
De två karaktärerna bär varsin ryggsäck där vapen och utrustning förvaras. Det finns en mängd samlarobjekt från omgivningen och som kan lagras i ryggsäcken. The Last of Us har ett tillverkningssystem där spelaren via recept kan skapa användbara förnödenheter av de delar som de samlar på sig under resans gång. Spelaren kan också samla in verktygslådor och delar, symboliserade av små kugghjul, för att uppgradera sina vapen. Handböcker kan upptäckas och användas för att öka effektiviteten för egentillverkade föremål och det är möjligt att uppgradera Joels fysiska förmågor genom att samla på piller och växter under spelets gång.

### Flerspelarläge
The Last of Us har tre flerspelarlägen, som var och en har stöd för högst åtta spelare. "Supply Raid" och "Survivors" är båda team deathmatch-lägen, där den senare inte innehåller förmågan att kunna återupplivas. I "Interrogation"-läget kan lagen "förhöra" sina motståndare efter att ha besegrat dem för att ta reda på platsen för motståndarlagets kassaskåp; det första laget som erövrar motståndarens kassaskåp vinner.
I varje spelläge väljer spelaren en fraktion, Jägare eller Eldflugor, och måste hålla sin klan vid liv genom att samla på förnödenheter under matcherna. Varje match räknas som en dag och genom att överleva 12 spelveckor har spelaren avslutat en resa och kan välja sin fraktion på nytt. När spelaren dödar motståndare, återupplivar allierade och tillverkar föremål tjänar denne delar som kan omvandlas till förnödenheter; delar kan även plockas upp från motståndarnas kroppar. Medan klanens förnödenheter växer får dess medlemmar fler poäng för att kunna bära mer utrustning. Spelare kan skräddarsy sina datorspelsfigurer med hattar, hjälmar, masker och emblem samt sina utrustningar för att anpassa deras spelstil. Spelare kan ansluta The Last of Us till sitt Facebook-konto, vilket förändrar klanmedlemmarnas namn och ansikten till att matcha spelarnas Facebook-vänner. Spelets flerspelarläge stängdes ner den 3 september 2019.

## Handling

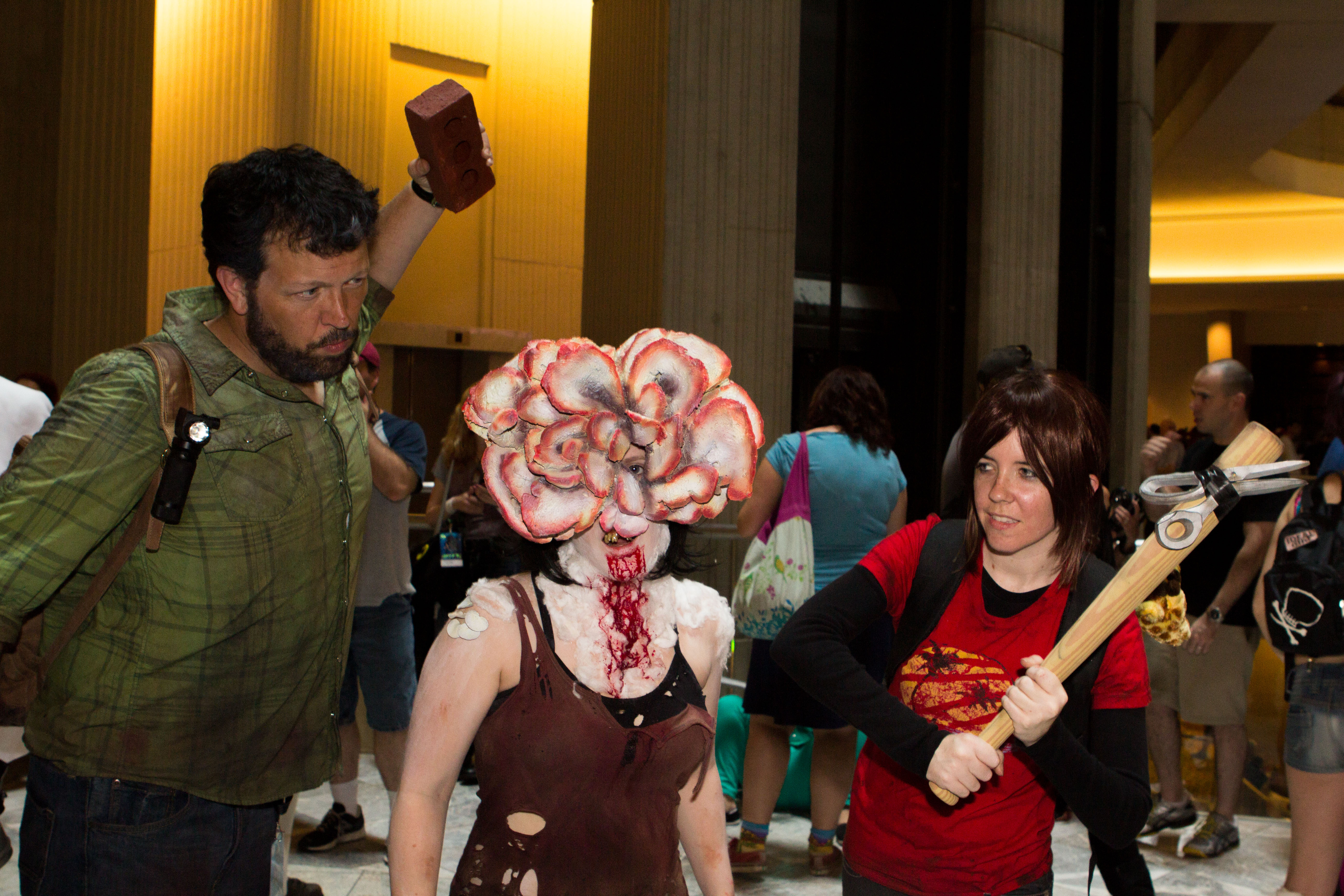
Cosplay av Joel (vänster), en Clicker (mitten) och Ellie (höger).

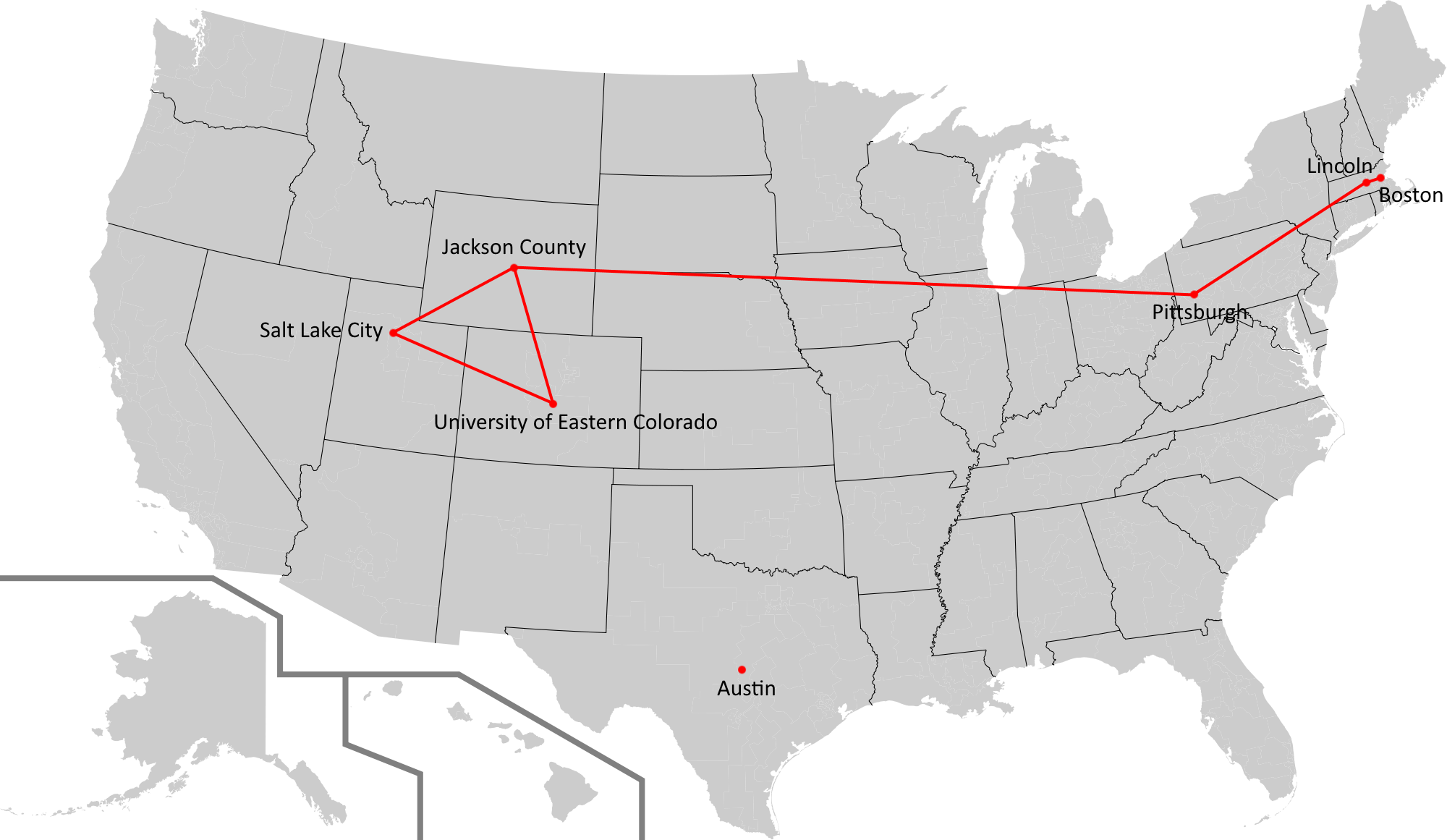
Resvägen genom USA som spelaren gör i The Last of Us.

### The Last of Us
Spelets handling börjar 2013 och introducerar Joel, en ensamstående pappa som bor utanför Austin, Texas med sin tolvåriga dotter Sarah. Under natten efter hans födelsedag börjar plötsligt ett utbrott av en muterad Cordyceps-svampbildning, som härjar över hela USA och förvandlar sina mänskliga värdar till kannibalistiska monster. Joel, hans bror Tommy och Sarah flyr undan kaoset, men Sarah blir  skjuten av en soldat och dör i Joels famn.
Under de följande tjugo åren förintar smittan stora delar av civilisationen. De få människor som överlever bor oftast i militärt bevakade karantänzoner, i oberoende bosättningar eller hos nomadiska grupper. Joel bor i en karantänzon i Boston och livnär sig som smugglare tillsammans med sin partner Tess. De jagar efter en vapenhandlare vid namn Robert för att åter ta över en vapenleverans som stulits från dem. Innan Tess dödar honom avslöjar Robert att han sålde vapnen till Eldflugorna (på engelska Fireflies), en rebellgrupp som slåss mot karantänzonens myndigheter. Joel och Tess möter Eldflugornas ledare, Marlene, som lovar att fördubbla deras stulna vapenleverans i utbyte mot att de smugglar ut en fjortonårig flicka vid namn Ellie från karantänzonen till en Eldflugegrupp i centrala Boston. När de flyr undan en patrull får Joel och Tess veta att Ellie är smittad men att hon verkar vara immun mot sjukdomen, vilket Eldflugorna hoppas ska kunna leda till ett botemedel. När de anländer till mötesplatsen upptäcker de att Eldflugegruppen har dödats. Tess avslöjar att hon blev biten när de mötte smittade varelser tidigare och ber Joel att föra Ellie till Joels broder Tommy, som tidigare var en Eldfluga. När karantänsoldaterna hinner ikapp dem offrar Tess sig för att ge Joel och Ellie en chans att fly. De lämnar Boston och letar upp en annan smugglare vid namn Bill i närheten av staden Lincoln, som motvilligt hjälper dem att skaffa en bil.
Joel och Ellie kör västerut till Pittsburgh, en stad som styrs av våldsamma plundrare. Bilen förstörs i ett bakhåll, men Joel och Ellie kämpar sig ut ur stadskärnan och stöter senare på bröderna Henry och Sam, som försöker att återförenas med sin eldflugegrupp vid en radiomast utanför staden. Joel, Ellie, Henry och Sam lyckas fly från Pittsburgh och tar sin tillflykt i en liten förort. En hord av smittade anfaller när de är på väg att lämna förorten och Sam blir biten av dessa, vilket de andra i gruppen inte märker. De tar skydd nära radiomasten för natten och när Ellie går för att väcka Sam nästa morgon har infektionen brutit ut och han anfaller henne. Henry tvingas döda sin bror och i sin förtvivlan och sorg begår han självmord.
På hösten hittar Joel och Ellie till sist Tommy i Jackson, Wyoming, där han har skapat en befäst självhushållande bosättning nära en kraftverksdamm med sin fru Maria. Tommy leder Joel och Ellie till University of Eastern Colorado, där Eldflugorna etablerat ett forskningslaboratorium. Joel och Ellie upptäcker dock att byggnaden är övergiven, men får reda på att Eldflugorna har flyttat till ett sjukhus i Salt Lake City. Under flykten från några banditer blir Joel allvarligt skadad efter att ha fallit på en metallbalk.
Under vintern tar Ellie och Joel skydd i bergen. Joel är nära på att dö och Ellie måste ta ansvar för hans överlevnad. Efter att Ellie spårat och dödat en stor hjort möter hon David och James, ett par överlevare som är villiga att ge medicin i utbyte mot hjorten. David avslöjar att de banditer som Ellie och Joel dödade vid universitetet tillhörde hans grupp; men trots det låter han Ellie gå iväg och bota Joels skador med medicinen. David skickar dock ett uppbåd för att spåra upp Ellie följande morgon, vilket leder till att hon blir tillfångatagen. Ellie får reda på att David och hans folk är kannibaler. David frågar om hon vill gå med i hans grupp, men Ellie vägrar. Samtidigt återhämtar sig Joel och ger sig ut för att hitta Ellie. Han hittar henne samtidigt som hon våldsamt dödar David i självförsvar; Joel tröstar henne innan de flyr iväg.
På våren anländer Joel och Ellie till Salt Lake City och tillfångatas av en patrull av Eldflugor. Joel vaknar upp på sjukhuset och möts av Marlene. Hon informerar honom att Ellie är förberedd för operation, men för att skapa ett botemedel för smittan måste Eldflugorna plocka ut och undersöka Ellies smittade hjärna. Joel flyr och kämpar sig fram till operationsrummet, där han bär en medvetslös Ellie till parkeringsgaraget under byggnaden. Där konfronterar han och dödar Marlene för att förhindra Eldflugorna från att förfölja dem. När de kör ut ur staden vaknar Ellie upp och Joel ljuger för henne om händelserna; han berättar att Eldflugorna hade hittat flera andra människor som också är immuna, men att de misslyckats med att producera ett botemedel och givit upp sina försök. De anländer till utkanten av Tommys bosättning. Ellie känner skuld för att hon överlevde och ber Joel att svära på att hans berättelse om Eldflugorna är sann, vilket han gör.

### Left Behind
Handlingen i Left Behind inleds under slutet av hösten, efter att Joel och Ellie flytt från University of Eastern Colorado. Ellie för den svårt sårade Joel till ett närliggande köpcentrum och börjar leta efter en förbandslåda. Hon upptäcker en ambulanshelikopter som kraschlandat genom taket och i den finner hon det hon söker. När hon tar sig tillbaka till Joel upptäcker hon att banditerna från universitetet har spårat upp dem till köpcentret. Hon använder den omgivande miljön för att hetsa banditerna och smittade mot varandra och besegrar själv de återstående banditerna. Hon ger sig senare av med Joel för att leta efter ett gömställe inför den kommande vintern.
Under Ellies resa genom köpcentret blickar spelet tillbaka till tre veckor innan hon mötte Joel för första gången i Boston. Ellie bor på en internatskola och blir mitt i natten väckt av sin bästa vän Riley, som Ellie inte hade träffat på sex veckor. Riley avslöjar att hon har gått med i Eldflugorna och övertygar Ellie att smyga iväg med henne till ett övergivet köpcentrum. Medan de utforskar köpcentret avslöjar Riley senare att Eldflugorna beordrat att hon ska skickas iväg till en annan stad. Hon trotsade deras utegångsförbud för att säga farväl till Ellie. Ellie ber Riley att stanna kvar; Riley beslutar sig då för att lämna Eldflugorna och Ellie ger henne en kyss. Plötsligt blir de överfallna av smittade och blir bitna. När de har flytt undan de smittade bestämmer Riley att de ska njuta av sina sista timmar tillsammans istället för att ge efter för rädslan och begå självmord.

## Utveckling
Naughty Dog påbörjade det förberedande arbetet för The Last of Us efter utgivningen av Uncharted 2: Among Thieves i oktober 2009. För första gången i företagets historia delades företaget upp i två arbetslag för att arbeta med två projekt samtidigt; det ena laget utvecklade Uncharted 3: Drake's Deception (lanserat i november 2011) medan det andra laget började arbeta på The Last of Us. Spelregissör Bruce Straley och creative director Neil Druckmann ledde arbetslaget som ansvarade för utvecklingen av The Last of Us.
Druckmann betraktar The Last of Us som en ungdomsberättelse, där Ellie anpassar sig till att överleva efter att ha tillbringat sin tid med Joel, samt som en utforskning av hur en far är villig att rädda sitt barn. Ett stort motiv av spelet är att "livet går vidare"; detta presenteras i en scen där Joel och Ellie upptäcker en flock av giraffer, som grafikern John Sweeney förklarade var utformat till att "återuppväcka [Ellies] livslust", efter att ha lidit till följd av hennes möte med David. De smittade, ett centralt koncept i spelet, inspirerades av ett segment av BBC:s naturdokumentärserie Planet Earth (från 2006), som presenterade Cordyceps-svampar. Denna svampsort kan ta kontrollen över en insekts motoriska funktioner och tvinga den att hjälpa till att odla fram nya svampar. Trots att svamparna huvudsakligen smittar på insekter utforskar spelet ett koncept om att svamparna smittar på människor, och de direkta resultaten av ett utbrott från denna smitta.
Förhållandet mellan Joel och Ellie var det centrala i spelet och alla andra spelelement utvecklades runt det. Troy Baker och Ashley Johnson fick rollerna som Joel respektive Ellie och framförde dessa via röstskådespel och motion capture. Baker och Johnson bidrog starkt till utvecklingen av datorspelsfigurerna. Bland annat övertygade Baker Druckmann att Joel skulle ta hand om Tess på grund av sin ensamhet och Johnson övertygade Druckmann att skriva om Ellie på ett starkare och defensivt sätt. Ellies fysiska utseende förändrades också under hela utvecklingen, för att få henne att likna mer som Johnson. Spelets övriga datorspelsfigurer genomgick också vissa förändringar. Tess, spelad av Annie Wersching, var ursprungligen avsedd att vara huvudantagonisten i The Last of Us, men arbetslaget hade svårt att tro hennes motiv. Datorspelsfiguren Bills, spelad av W. Earl Brown, sexualitet var ursprungligen lämnat vagt i manuset men ändrades senare för att ytterligare reflektera hans homosexualitet.
Musiken i The Last of Us komponerades och framfördes främst av Gustavo Santaolalla, ihop med kompositioner av Andrew Buresh, Anthony Caruso, och Jonathan Mayer. Santaolalla är känd för sina minimalistiska kompositioner, och kontaktades tidigt under utvecklingen. För att utmana sig själv använde Santaolalla en mängd unika instrument som han var obekant med, vilket skulle ge en känsla av fara och oskuld. Spelets ljud- och konstdesign fokuserade också på ett minimalistiskt tillvägagångssätt. Ljudavdelningen började tidigt att arbeta med ljudet på de smittade för att uppnå bästa resultat. För att skapa ljudet åt fiendetypen Klickarna (på engelska Clickers) anlitades röstskådespelerskan Misty Lee, som gav ett ljud som ljuddesigner Phillip Kovats beskrev kom från svalget. Konstavdelningen tog olika konstverk som inspiration, exempelvis Robert Polidoris fotografier efter orkanen Katrina, som användes som en referenspunkt vid utformningen av Pittsburghs översvämmade områden i spelet. Konstavdelningen tvingades kämpa för saker som de ville ha med i The Last of Us på grund av den höga efterfrågan under utvecklingen. Till slut kom arbetslaget överens om en balans mellan enkelhet och detalj; medan Straley och Druckmann föredrog den förra föredrog konstavdelningen den senare. Spelets förtexter producerades av Sony San Diego.
Arbetslaget behövde skapa nya spelmotorer för att tillgodose sina behov för The Last of Us. Spelets AI skapades för att samordna med spelare på en intim nivå; tillägget av Ellie som en AI var också en viktig bidragsgivare till motorn. Ljusmotorn återskapades också för att införliva mjukt ljus, där solljuset sipprar in genom utrymmen och reflekteras på ytor. Arbetslaget fann stora svårigheter i att utveckla The Last of Us spelupplägg eftersom de ansåg att varje mekanik krävde en grundlig analys. Designen av användargränssnittet för spelet gick i olika iterationer under hela utvecklingen.

## Marknadsföring och lansering
Spelet visades först upp före Spike Video Game Awards den 29 november 2011 via en annonstavla på Times Square där det stod: "Ett PS3-exklusivt spel du inte kommer tänka dig". Spelets första trailers visade apokalyptiska händelser som inkluderade upplopp, epidemi, karantän och våld samt ett klipp av TV-serien Planet Earth som visar en myra som blivit smittad av en cordycepssvamp. Den 9 december 2011 fick spelare av Uncharted 3 syn på en referens till den förutnämnda trailern med tidningsrubriken "forskare kämpar fortfarande med att försöka förstå dödliga svampar". Druckmann och Straley sade senare att Naughty Dog hade tänkt ta bort ledtråden från Uncharted 3, men att de helt enkelt hade glömt bort att den fanns där.
Sony Computer Entertainment gjorde en offentlig presentation av The Last of Us på Spike Video Game Awards 2011. En speluppläggstrailer, som bestod av filmsekvenser från spelet, visade en man och en tonårsflicka som avvärjde fientliga överlevande och människor med ovanliga svamptillväxter tills de flyr ut i en fallfärdig stad täckt av grönska. Kort efter avslöjandet skrev Evan Wells, dåvarande vice VD på Naughty Dog, nya detaljer om The Last of Us på Playstation Blog:
| ”            | The Last of Us är en genredefinierande upplevelse som blandar överlevnads- och actionelement för att berätta en karaktärsdriven historia om en modern pest som decimerar mänskligheten. Naturen inkräktar på civilisationen vilket tvingar de kvarstående överlevarna att döda för mat, vapen och allt annat de kan komma över. Joel, en hänsynslös överlevare, och Ellie, en modig tonårstjej som är klok för sin ålder, måste arbeta tillsammans för att överleva resan genom det som återstår av USA. | „ |
| – Evan Wells | |   |

På E3 2012 släpptes det första demot för The Last of Us och det första officiella TV-inslaget för spelet sändes under säsongsfinalen av The Walking Dead den 31 mars 2013. Den 31 maj samma år släpptes ett spelbart demo för The Last of Us till de spelare som hade köpt God of War: Ascension. The Last of Us hade sin internationella lansering den 14 juni 2013 utom i Japan där spelet istället släpptes den 20 juni samma år. Spelet skulle tidigare släppas den 7 maj 2013, men försenades med en månad då Naughty Dog ville polera spelet ytterligare. För att uppmuntra förhandsbokningarna av spelet samarbetade Naughty Dog med flera butiker för att släppa specialutgåvor av spelet med ytterligare innehåll.

### Nedladdningsbart innehåll
Efter spelets lansering släpptes flera nedladdningsbara innehåll som främst utökade spelets flerspelarläge. Genom spelets Season Pass (sv. Säsongspass) fick spelaren tillgång till samtliga nedladdningsbara innehåll samt några ytterligare förmågor och dokumentären Grounded: Making The Last of Us; dokumentären laddades upp på internet i februari 2014. Två nedladdningsbara innehåll ingick i några av spelets specialutgåvor och var tillgängliga vid lanseringen: i Sights and Sounds Pack ingår spelets soundtrack, ett dynamiskt tema och två avatarer och i Survival Pack presenterades bonusskin för spelaren, spelpengar, bonuserfarenhetspoäng, tidig tillgång till anpassningsbara föremål och en stridsfärdighet för spelets flerspelarläge. Abandoned Territories Map Pack, som gavs ut den 15 oktober 2013, lade till fyra nya flerspelarbanor och Nightmare Bundle, som gavs ut den 5 november samma år, lade till en samling av tio huvudföremål.
På Playstation 4 Launch Event den 14 november 2013 tillkännagavs en nedladdningsbar episod under namnet Left Behind, som sedan lanserades den 14 februari 2014. En tredje bundlingsutgåva gavs ut den 6 maj 2014 med fem separata nedladdningsbara innehåll: Grounded lade till en ny svårighetsgrad till huvudspelet och Left Behind, Reclaimed Territories Map Pack lade till nya flerspelarbanor, Professionell Survival Skills Bundle och Situational Survival Skills Bundle lade till åtta nya flerspelarfärdigheter och Survivalist Weapon Bundle lade till fyra nya vapen. Grit and Gear Bundle gavs ut den 5 augusti 2014 och lade till nya huvudbonader, masker och gester. En Game of the Year-utgåva med samtliga nedladdningsbara innehåll lanserades den 11 november 2014 i Europa.

### Serietidning
En serietidningsminiserie bestående av fyra nummer med titeln The Last of Us: American Dreams, skriven av Druckmann och illustrerad av Faith Erin Hicks, publicerades av Dark Horse Comics. Serietidningarna fungerar som en prequel till The Last of Us och äger rum ett år före händelserna i spelet och skildrar Ellies och hennes vän Rileys resa tillsammans. Det första numret publicerades den 3 april 2013. Efter att det första numret sålde slut och gjordes ett nytryck tillgängligt den 29 maj 2013, vilket var samma dag som det andra numret publicerades. Det tredje numret publicerades den 26 juni 2013 och det fjärde och sista numret publicerades den 31 juli 2013. Alla fyra nummer publicerades i en trade paperback-utgåva den 30 oktober samma år.

### The Last of Us Remastered
Den 9 april 2014 tillkännagav Sony The Last of Us Remastered, en förbättrad version av spelet till Playstation 4. Det släpptes den 30 juli 2014 i Europa. Remasterutgåvan innehåller förbättrad grafik och renderingsuppgraderingar inklusive ökat utritningsavstånd, en uppgraderad stridsmekanik, utökad bildhastighet och flera ljudalternativ. Det innefattar tidigare utgivna nedladdningsbara innehåll, inklusive Left Behind och vissa flerspelarbanor. I remasterutgåvan kan spelaren lyssna på ljudinspelningar som finns i spelvärlden via Dualshock 4-kontrollens inbyggda högtalare; i den ursprungliga versionen var spelaren tvungen att stanna kvar i en meny medan inspelningarna spelades upp. Det innehåller även ett nytt fotoläge, vilket tillåter spelaren att ta bilder i The Last of Us genom att pausa det och fritt kunna justera kameran. I menyn kan spelaren titta på alla mellansekvenser med kommentarspår från spelets utvecklare och röstskådespelare. Arbetslaget syftade till att skapa en "sann" remasterutgåva, upprätthålla "samma kärnupplevelse" och att inte ändra på några stora berättelse- eller spelelement.

## Mottagande
| Mottagande                         | Mottagande                                                  |
| Samlingsbetyg                      | Samlingsbetyg                                               |
| Tjänst                             | Betyg                                                       |
| ---------------------------------- | ----------------------------------------------------------- |
| Gamerankings                       | 95,70% (43 recensioner) (PS4) 95,09% (68 recensioner) (PS3) |
| Metacritic                         | 95/100 (98 recensioner) (PS3) 95/100 (69 recensioner) (PS4) |
| Recensionsbetyg                    |                                                             |
| Publikation                        | Betyg                                                       |
| Computer and Video Games           | [ 94 ]                                                      |
| Destructoid                        | [ 95 ]                                                      |
| Edge                               | [ 96 ]                                                      |
| Electronic Gaming Monthly          | [ 97 ]                                                      |
| Eurogamer                          | [ 98 ] [ 99 ]                                               |
| Famitsu                            | 38/40                                                       |
| FZ                                 | (PS3) (PS4)                                                 |
| Game Informer                      | (PS3) (PS4)                                                 |
| Game Revolution                    | [ 105 ]                                                     |
| Gamespot                           | [ 106 ] [ 107 ]                                             |
| Gamesradar                         | [ 108 ]                                                     |
| GamesTM                            | [ 109 ]                                                     |
| Gametrailers                       | [ 110 ]                                                     |
| Gamereactor                        | [ 111 ]                                                     |
| IGN                                | [ 112 ] [ 113 ]                                             |
| IGN Sverige                        | (PS3) (PS4)                                                 |
| Official PlayStation Magazine (UK) | [ 116 ]                                                     |
| Videogamer.com                     | [ 117 ] [ 118 ]                                             |
| Digital Life                       | [ 119 ]                                                     |
| Giant Bomb                         | [ 120 ]                                                     |
| Hardcore Gamer                     | [ 121 ]                                                     |
| Level 7                            | [ 122 ]                                                     |
| Loading.se                         | [ 123 ]                                                     |
| Machinima                          | [ 124 ]                                                     |
| Polygon                            | (PS3) (PS4)                                                 |
| Svenska dagbladet                  | 5/6                                                         |

De flesta recensionerna för The Last of Us var starkt positiva, med 42 spelrecensenter som gav spelet högsta möjliga betyg vilket överträffar Uncharted 2:s tidigare rekord på 39 fullpoäng. Spelet har ett genomsnittsbetyg på 95/100 hos Metacritic (baserat på 98 recensioner) och 95,09% hos Gamerankings (baserat på 68 recensioner). Både Gamerankings och Metacritic rankar det som det femte bästa Playstation 3-spelet någonsin. The Last of Us Remastered fick genomsnittsbetygen 95,70% av Gamerankings (baserat på 43 recensioner) och 95/100 av Metacritic (baserat på 68 recensioner). Left Behind fick också mycket positiva betyg från spelrecensenter, med ett genomsnittsbetyg på 89,84% hos Gamerankings (baserat på 40 recensioner) och 88/100 hos Metacritic (baserat på 69 recensioner). The Last of Us anses vara ett av de mest betydelsefulla spelen från den sjunde konsolgenerationen och av många spelrecensenter som ett av de bästa datorspelen som någonsin skapats.
Edge beskrev The Last of Us som "det mest fängslande, känslomässigt resonansfria berättelsedrivna epos i denna konsolgeneration"; Oli Welsh från brittiska Eurogamer kallade det för ett stort hopp för sin genre; och Matt Kamen från Empire skrev att det var "ett mästerverk som gynnsamt kommer att ses tillbaka på i decennier." Tove Bengtsson från Svenska Dagbladet kallade The Last of Us för "ett av de mest välsvarvade hantverken den här spelgenerationen"; Johan Hallstan från FZ skrev att spelet "är mänskligt och okonstlat på ett sätt som inget annat spel har lyckats vara"; och Petter Hegevall från Gamereactor skrev att "Joel och Ellies resa är en som jag aldrig kommer att glömma och det är givetvis helt fantastiskt roligt att se att spel faktiskt kan vara så mycket, mycket mer än alla dessa slentrianmässiga uppföljare som haglat över oss de senaste åren".
Tom McShea från Gamespot skrev att musiken och ljuddesignen var exceptionell och Edge berömde spelets soundtrack. Matt Helgeson från Game Informer skrev att spelets "grafiska delar är oöverträffade i konsolspel", och Colin Moriarty från IGN skrev att "allt som sker är direkt mer minnesvärt, mer kraftfullt och mer gripande eftersom din omgivning är så trovärdig". Phillip Kollar från Polygon skrev att "The Last of Us grafik, animation och ljuddesign är något av de bästa jag någonsin har upplevt." Hegevall beskrev spelets grafik som den sjunde konsolgenerationens "otvivelaktiga grafikkung". Jim Sterling från Destructoid ansåg att spelet var visuellt imponerande, men att vissa tekniska problem, såsom vissa "leriga och grundläggande" texturer som upptäcktes i början av spelet, lämnade en negativ inverkan på spelets grafik. Remasterutgåvan fick höga betyg för dess grafiska förbättringar, nya fotoläge och utökade bildhastighet.
Spelets handling, i synnerhet mellan Joel och Ellie, fick mycket beröm. Helgeson från Game Informer skrev att berättelsen var en högpunkt för interaktivt berättande, delvis på grund av "en av de mest gripande, välskrivna relationer jag sett i ett datorspel." David Wahlström från svenska Eurogamer kallade spelets manus för "starkt, gripande och fullkomligt briljant" och att "Ashley Johnson och Troy Baker levererar sina repliker med sådan inlevelse att Ellie och Joel känns som riktiga människor". David Meikleham från Playstation Official Magazine tyckte att spelets tempo bidrog till förbättringen av berättelsen, om att det finns "en verklig känsla av tid som förflutit och att resan färdades längs varje steg på vägen". Moriarty från IGN sade att "samspelet mellan Joel och Ellie, liksom de andra datorspelsfigurerna som du möter på ditt äventyr, är en av de stora höjdpunkterna i The Last of Us." Kollar från Polygon sade att "eftersom spelet tillbringar så mycket tid på att övertyga mig att ta hand om dessa datorspelsfigurer, blev dess emotionella högpunkter ännu mer slagkraftiga och dess många sorgliga scener ännu mer förödande."
Moriarty från IGN skrev att spelmekaniken var "otroligt tillfredsställande" och berömde spelets strids-, smyg- och tillverkningsaspekter. Welsh från brittiska Eurogamer berömde det "övertygande spelskapandet" medan Hegelson från Game Informer kallade The Last of Us "ett imponerande actionspel som destillerar survival horror-genrens styrka till något som är både djupare och mer tillgängligt." Kollar från Polygon var kritisk till spelet och skrev att det lutar mer på tredjepersonsskjutarnas traditionella utsmyckningar och tvingandet av spelaren att slåss mot vågor av fiender var motstridigt till resten av spelet, som i allmänhet presenterade fler alternativ och visade våld som obehagligt nödvändigt och äckligt realistiskt. Oskar Skog från Loading.se kallade spelets pussel för "fruktansvärt oinspirerade", och McShea från Gamespot ansåg att den artificiella intelligensen påverkade spelets strider negativt, då fiender oftast ignorerar spelarens följeslagare.
Många spelrecensenter diskuterade spelets skildring av kvinnliga datorspelsfigurer. Edge berömde dess brist på sexualiserade eller symboliska kvinnliga datorspelsfigurer och skrev att The Last of Us "erbjuder en uppfriskande motgift mot sexism och regressiva könsattityder inom flesta storsäljande datorspel." Eurogamer berömde Ellie som "ibland stark, ibland sårbar, men aldrig en kliché. Spelet sätter upp henne som en dam i nöd, men som sedan undergräver hela konceptet. Det visar sig att du kan sätta en icke-sexig, icke-patetisk kvinnlig datorspelsfigur i ditt spel, även på omslaget, och som fortfarande säljer en miljon exemplar." I The New York Times erkände Chris Suellentrop att Ellie var en sympatisk och ibland kraftfull karaktär, men hävdade att The Last of Us är "egentligen berättelsen om Joel, den äldre mannen. Det här är ytterligare ett datorspel av män, för män och om män." Gamespot berömde de kvinnliga karaktärerna som moraliskt motstridiga och sympatiska, men skrev: "Om vi betygsätter dess hantering av kvinnor på en kurva i förhållande till andra spel, så är The Last of Us en framgång [...] Men vi har låtit våra föreställningar om vad som är möjligt bli begränsade av vad som finns tillgängligt. I stället måste vi utvärdera spel och hur de hanterar kön baserat på deras faktiska meriter, inte i förhållande till andra spel."
The Last of Us fick beröm för sin skildring av HBTQ-karaktärer. Ellie hittar homosexuell pornografi som tillhör datorspelsfiguren Bill, en överlevare som sörjer förlusten av sin partner Frank. Sam Einhorn skrev på Gaygamer.net att "uppenbarelsen förstorade hans karaktär [...] utan att egentligen göra honom till en symbolisk datorspelsfigur" och att "Bill är en positiv homosexuell datorspelsfigur i ett storspel. Det ser man inte ofta." GLAAD, en amerikansk organisation som främjar bilden av HBTQ-personer i media, kallade Bill en av 2013 års mest spännande nya HBTQ-karaktärer och "en så bristfällig, men helt unik homosexuell karaktär som hittats i något berättande medium detta år." I Left Behind gav Ellie en kyss till väninnan Riley. Kotaku beskrev kyssen som "datorspelandets senaste genombrott [...] en stor sak eftersom datorspel aldrig har drabbats av ett överflöd av homosexuella karaktärer (än mindre två unga kvinnor i en homosexuell blandraskoppling)." Druckmann sade att reaktionen till kyssen var "en brokig blandning" men mestadels positivt. Amplify, ett projekt av den ideella opinionsbildningsgruppen Advocates for Youth, rapporterade att spelet lockade sexistisk och homofobisk kritik från vissa spelare.

### Försäljning
I Storbritannien gjorde The Last of Us debut på första plats på försäljningslistorna. Det stannade där i sex veckor i rad och slog de tidigare rekorden fastställda av FIFA 12 och Call of Duty: Black Ops II. Inom 2 dagar efter dess utgivning hade The Last of Us genererat 3 miljoner mer pund än vad Man of Steel tjänade in under samma period. Tre veckor efter spelets utgivning hade det sålt över 3,4 miljoner exemplar, och ansågs vara den största lanseringen av ett originalspel sedan L.A. Noire från maj 2011. The Last of Us toppade också försäljningslistorna i USA, Frankrike, Irland, Italien, Nederländerna, Skandinavien, Spanien och Japan. Det kom att bli det tionde mest sålda spelet 2013. Sedan augusti 2014 har spelet sålt i åtta miljoner exemplar: sju miljoner till Playstation 3 och en miljon till Playstation 4.

### Utmärkelser
The Last of Us är ett av de mest prisbelönta spelen i historien och vann över 240 årets spel-utmärkelser. Det var webbplatserna Metacritics och Gamerankings näst högst rankade spel 2013, bakom Grand Theft Auto V. Innan dess lansering fick det flera utmärkelser för sina förhandsvisningar på E3. Spelet dök upp på flera listor över 2013 års bästa spel och tog emot årets spel-vinster från Annie Award, The A.V. Club, British Academy Video Games Awards, Canada.com, Daily Mirror, The Daily Telegraph, Destructoid, DICE Awards, The Escapist, Gamesradar, Gamereactor, Gametrailers, Game Developers Choice Awards, Game Revolution, Giant Bomb, Good Game, Hardcore Gamer, IGN, IGN Australia, International Business Times, Kotaku, VG247 och VideoGamer.com. Det fick även utmärkelsen "Bästa Playstation-spel" av Gamespot, Gametrailers, Hardcore Gamer och IGN. Det tilldelades "Enastående innovation inom spelande" hos DICE Awards, och "Bästa tredjepersonsskjutaren" av Gametrailers. Spelet fick Best New IP från Hardcore Gamer, Best Newcomer hos Golden Joystick Awards och "Bästa debut" från Giant Bomb. Naughty Dog vann utmärkelserna "Årets spelstudio" och "Bästa utvecklare" från The Daily Telegraph, The Golden Joystick Awards, Hardcore Gamer och Spike Video Game Awards 2013.

## Adaptioner
Den 6 mars 2014 tillkännagav Sony att Screen Gems kommer att distribuera en filmatisering av The Last of Us. Den 25 juli 2014 meddelades att Druckmann kommer att skriva manuset till filmen och att Sam Raimi skulle producera den. I januari 2015 hade Druckmann skrivit manusets andra utkast, och gjorde en genomläsning med vissa skådespelare. Efter detta utfördes väldigt lite arbete, då Druckmann konstaterade i april 2016 att filmen har hamnat i development hell. Den 15 november 2016 berättade Raimi för IGN att filmen är stillastående efter att Sony var oenig med Druckmann.
Röstskådespelarna i The Last of Us utförde en direktsänd läsning av utvalda scener i Santa Monica den 28 juli 2014, med musik av Santaolalla. Föreställningen regisserades av Druckmann med grafik av Alex Hobbs.
Druckmann och Craig Mazin skapade en TV-serie baserad på spelet med Pedro Pascal och Bella Ramsey i huvudrollerna, som hade premiär på HBO och HBO Max i januari 2023.

## Uppföljare
I en intervju under februari 2014 med Eurogamer berättade Druckmann om att möjligheten av en uppföljare till The Last of Us var "ungefär 50-50", men att Naughty Dog behövde hitta en berättelse som "verkligen är värd att berätta och som inte upprepar sig själv." Han betonade att företaget inte hade några bestämda planer på en uppföljare. I juli 2014 sade Naughty Dogs community strategist Arne Meyer att det "skulle vara en björntjänst" till studion och fansen om man inte övervägde en uppföljare till The Last of Us. I juni 2015 nämnde röstskådespelaren Nolan North att en uppföljare var under utveckling. Druckmann kommenterade senare Norths uttalande med att berätta att en liten grupp på Naughty Dog hade börjat bygga prototyper till en uppföljare, men arbetet avbröts när produktionen av Uncharted 4: A Thief's End påbörjades, som sedermera släpptes den 10 maj 2016.
Under Playstation Experience den 3 december 2016 släppte Naughty Dog en trailer för vad som kallades The Last of Us Part II. Trailern visade att Ellie och Joel skulle återvända, och att spelet kommer utspela sig några år efter händelserna i det första spelet, med Ellie som spelarfigur. Spelets musik komponerades återigen av Gustavo Santaolalla. Spelet släpptes internationellt den 19 juni 2020.